# Sigismondo Antonio Manci
Sigismondo Antonio Manci (Trento, 18 luglio 1734 – Trento, 14 dicembre 1817) è stato un nobile, presbitero e decano italiano.
Nato da una famiglia patrizia iscritta alla matricola della cittadinanza trentina (il padre fu eletto più volte Capo console), fu l'ultimo decano capitolare del Principato vescovile di Trento. Si batté per conservare l'autonomia e le prerogative del suo stato, e fu uno strenuo avversario delle politiche riformatrici di Casa d'Austria.
Sin dalla sua entrata nel Capitolo della cattedrale cominciò la redazione del Diario (che copre il periodo che va dal 1756 al 1793): rimasto a lungo inedito, è stato pubblicato in tre volumi nei primissimi anni Duemila. A partire sempre dalla stessa data scrisse i resoconti degli Atti capitolari (dal 1757 al 1807): essi "conservano le registrazioni personali fatte da Manci delle sedute [...], delle discussioni avvenute nel conclave e delle deliberazioni assunte: accanto ai verbali ufficiali [...] costituiscono una preziosa fonte di ricerca per chi si occupa di storia istituzionale". Compilò inoltre gli Annali di Trento, raccolse e indicizzò "decreti e documenti capitolari dalla metà del XVI secolo in poi", scrisse una Vita sul principe vescovo Cristoforo Sizzo, tradusse L'arte di conoscere gli uomini di Bellegarde e Storia della Chiesa di Claude Fleury. La maggior parte di questi sforzi letterari, tuttavia, non vide mai la pubblicazione, rimanendo inedito.
Coltivò per tutta la vita una forte avversione e inimicizia, "sul piano personale, familiare e politico", per i "Thuneri", la potente casata trentino tirolese che per due volte, con i propri candidati (Pietro Vigilio e Emanuele Maria Thun), gli impedì l'assunzione al soglio vescovile.
In qualità di decano si oppose inoltre all'azione (eterodiretta dagli Asburgo) degli ultimi principi vescovi Sizzo e Pietro Vigilio Thun, in difesa delle vecchie istituzioni e degli antichi privilegi. Nel settembre 1796, nominato capo reggente dopo la fuga del Thun, rappresentò il Principato dinanzi al generale Napoleone Bonaparte, entrato a Trento con le sue truppe. Dovette infine rassegnarsi alla soppressione dello stato tridentino (1803), al progressivo declino dell'Ancien Régime, a non poter mai divenire principe vescovo.

## Biografia

### La nascita, gli studi e l'ingresso in Capitolo
(S. A. Manci, Diario)

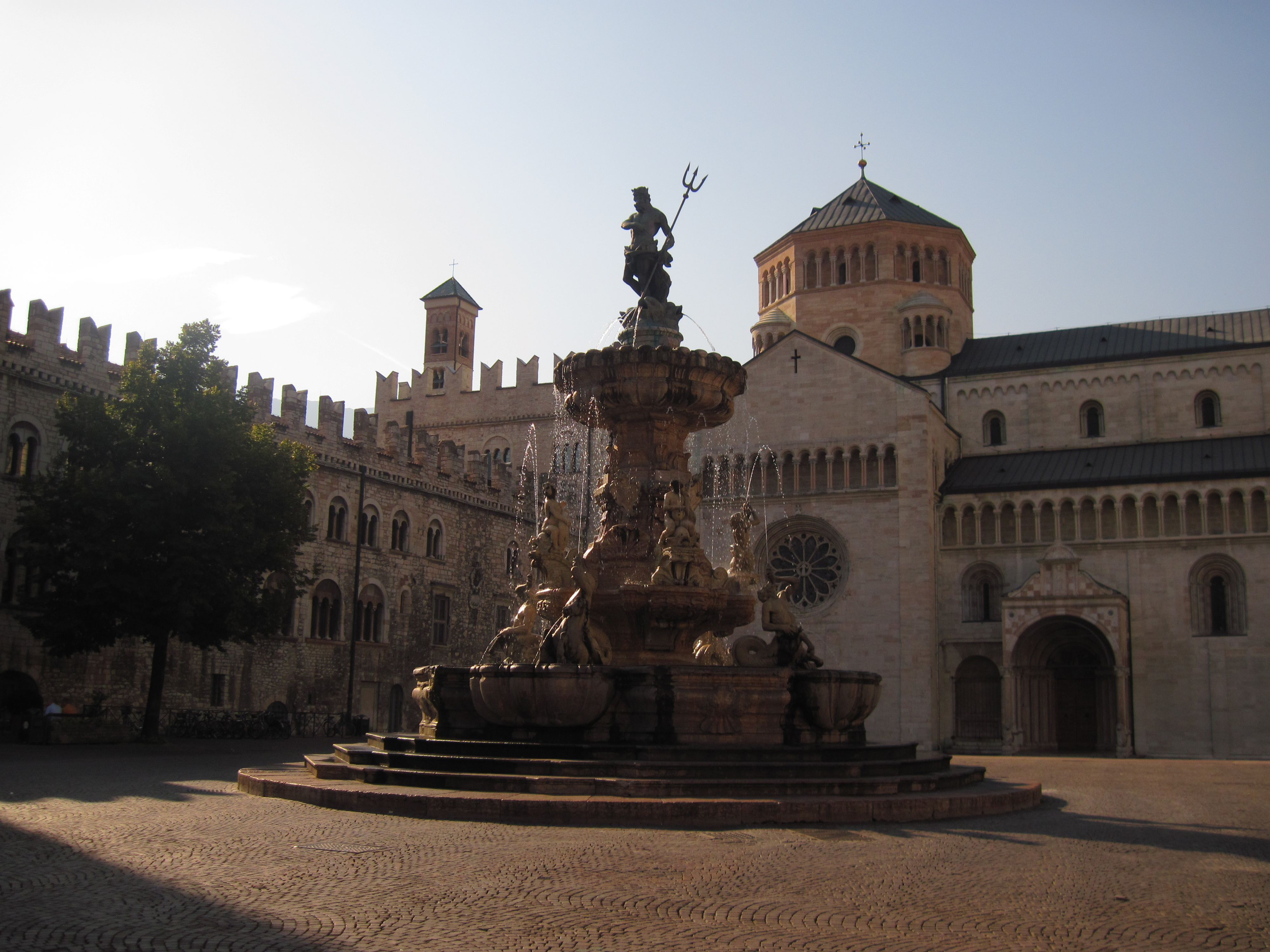
Piazza Duomo a Trento. Sullo sfondo (a destra) il Duomo

Sigismondo Antonio Manci nacque a Trento il 18 luglio 1734, figlio della contessa Arcangela Alberti (sorella di Francesco Felice Alberti di Enno) e del patrizio tridentino Giambattista Manci. Studiati entrambi i diritti (canonico e civile) all'Università di Vienna, già nel 1755 (a poco più di vent'anni) ricevette la prima tonsura e i quattro ordini minori.
In quello stesso anno, la recessione dall'incarico del coadiutore vescovile Leopoldo Ernesto Firmian portò a nuove elezioni per il vertice dello stato ecclesiastico. Il principe vescovo era in realtà ancora Domenico Antonio Thun, in precedenza (1748) allontanato e impossibilitato all'esercizio concreto dell'attività di governo, a causa dei numerosi scandali che lo avevano coinvolto nel periodo della Guerra di successione austriaca. L'elezione d'un nuovo vescovo coadiutore avrebbe garantito la prosecuzione dell'amministrazione temporale e spirituale del Principato e, alla morte del Thun, la successione al soglio vescovile. Malgrado l'opinione contraria degli Asburgo, assurse alla carica lo zio di Sigismondo Antonio: Francesco Felice Alberti di Enno.
Per vari motivi, questa circostanza si rivelò favorevole anche al nipote: da una parte, il futuro principe vescovo era un 'campione dell'autonomia trentina', e attorno alla sua figura si univano le più importanti istituzioni dello stato (Capitolo e Magistrato consolare); dall'altra egli, sostenuto nella sua elezione tra le altre dalla stessa famiglia Manci, "favorì i membri del patriziato [che lo avevano votato, ndr] nell'assegnazione delle cariche". Fu così che, assieme ad altri due parenti del coadiutore, Sigismondo Antonio fece il suo ingresso in Capitolo. Il 18 dicembre 1756 venne infatti consacrato suddiacono, entrando nel consesso della cattedrale una volta finito il noviziato, a luglio dell'anno successivo.
Con il governo di Francesco Felice Alberti di Enno ebbe inizio un'agguerrita difesa delle tradizioni locali, contro le "pericolose novità, modellate su esempi stranieri". In questo senso ha da leggersi il ripristino dell'esenzione dai fori ordinari per i sudditi del Principato, che era stata soppressa dal Firmian.
Tra i più forti sostenitori della causa del nuovo principe vescovo vi era, come detto, la famiglia dei Manci: il suddiacono (poi decano) Sigismondo Antonio, come emerge dai suoi numerosi scritti, rimase fedele al partito 'filo-trentino' anche in seguito, contrario alle innovazioni volute dagli Asburgo d'Austria, e dai loro 'uomini' nelle istituzioni del Principato.

### Nel Capitolo della cattedrale: la visitaad limina, l'attività di storico e scrittore inedito

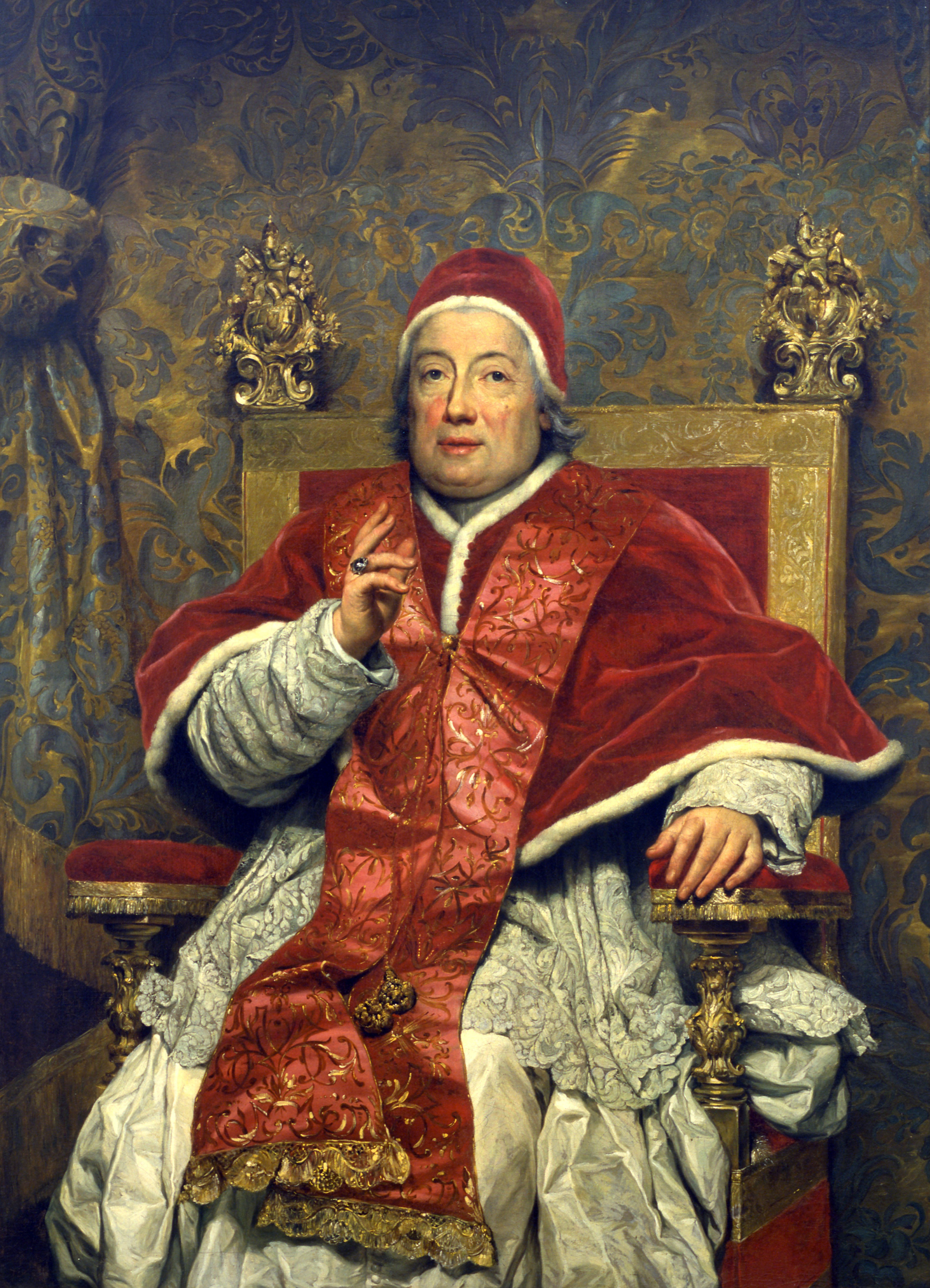
Clemente XIII

Fu nel periodo immediatamente successivo all'entrata in Capitolo che egli iniziò la sua "attività cronachistica": risalgono infatti al 1757 il primo volume degli Atti Capitolari, e le prime compilazioni del Diario.
Come emerge da entrambi, Sigismondo Antonio fu assente dalle sessioni del consesso della cattedrale per gran parte dell'anno 1760: in quel periodo fu infatti incaricato di recarsi a Roma presso il papa Clemente XIII, a fare le veci del Principe vescovo nella consueta visita ad limina.
A proposito dell'incontro col papa, scrive:
(S. A. Manci, Viaggio di Roma del 1760)
Al suo ritorno a Trento, Sigismondo Antonio trovò ad attenderlo una nuova e rinnovata stagione riformistica voluta da Casa d'Austria: nel 1761 nacque infatti lo Staatsrat, per volere del Kaunitz. Fu in quegli anni che le idee dell'assolutismo illuminato cominciarono a imperversare per i palazzi della capitale austriaca, e i loro effetti non tardarono a farsi sentire anche nel piccolo principato trentino. La forza delle spinte accentratrici obbligò il principe vescovo Alberti a inviare una delegazione a Vienna, per tentare un compromesso con la monarchia asburgica.
Malauguratamente per il partito patriottico ('filo-trentino') di lì a poco Francesco Felice Alberti d'Enno morì (1762): la fazione dell'aristocrazia cittadina rimase sprovvista di un candidato all'altezza, che fosse in grado di concorrere per il governo dello stato. L'esponente più in vista dei 'patriottici' era lo stesso Sigismondo Antonio, troppo giovane però per potersi candidare (aveva allora 28 anni). I maneggi e le manovre politiche che caratterizzarono quell'elezione gli diedero comunque il destro per comporre il Diario delle cose avvenute in Trento l'anno 1763, "in cui il giovane canonico, appunto troppo giovane per aspirare alla mitra, si diffondeva minutamente sull'accanita competizione che, lungo trentaquattro scrutini, avrebbe bruciate una dopo l'altra le candidature dei suoi colleghi più anziani [...]".
Dopo una lunga ed estenuante battaglia politica e diplomatica, si decise di rimettere la decisione (altrimenti impossibile, visto lo stallo ineludibile) al papa Clemente XIII. Quest'ultimo optò per un vero e proprio outsider: Cristoforo Sizzo de Noris. La candidatura, seppur non graditissima, fu avallata anche dalla corte di Vienna, rendendo di fatto Sizzo il vincitore della contesa.
Di lì a poco Manci ricevette la coadiutoria con futura successione per il ruolo di decano capitolare: da quella posizione divenne uno degli oppositori più influenti del riformismo austriaco (all'interno dello stato trentino) e degli ultimi principi vescovi, i quali per adesione agli ideali illuministici, o piuttosto per cedimento, tentarono di adempiere alle richieste degli Asburgo.
Probabilmente risale ad allora l'inizio della sua attività di 'storico', che gli permise di "allargare il suo sguardo alle vicende del passato prossimo e remoto dello stato ecclesiastico trentino, raccogliendo e trascrivendo documenti conservati negli archivi pubblici, e alla fine (non sappiamo di preciso quando, ma certo prima del 1789) mettendosi a comporre una storia di Trento in forma di annali".

### L'assunzione del ruolo di Decano capitolare; battaglie autonomistiche

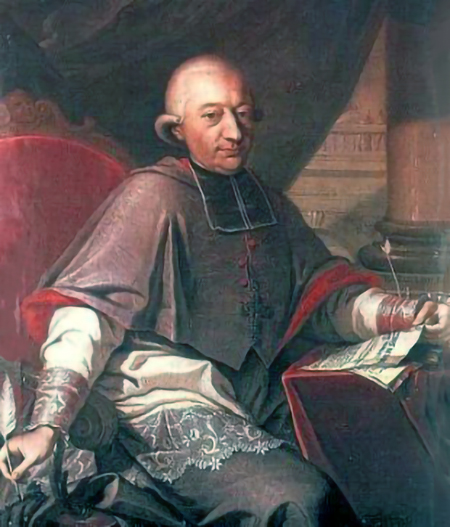
Pietro Vigilio Thun

Sotto la reggenza di Cristoforo Sizzo, Sigismondo Antonio Manci divenne ufficialmente decano capitolare, ovvero prima dignità del Capitolo della cattedrale. Con il Sizzo, gli scontri furono costanti: per dirimere le controversie con Vienna, il principe vescovo pensò infatti ad alcune concessioni da farsi alla monarchia asburgica, in materia di dazi, monete e anche cessioni di territorio.
Queste iniziative, prese di fatto eludendo i i canonici del Duomo, non fecero altro che indispettire Sigismondo Antonio, che guidò e fomentò le proteste. Il clima di tensione portò Sizzo a dichiarare, nel corso di una riunione del Consiglio aulico (di cui pure il Manci faceva parte), di volere "dimetter il Principato, ma non già darsi a discrezion del Capitolo". Ad ogni modo, il Sizzo morì qualche anno dopo (1776).
Si tennero così le nuove elezioni vescovili, e fra i candidati vi era questa volta anche Sigismondo Antonio Manci: la totalità dei voti andò però a Pietro Vigilio Thun. Per il decano si apriva così un'altra stagione all'opposizione.
Non si dovette attendere molto per i primi scontri: nel 1777 il Thun firmò infatti delle nuove compattate in accordo con Maria Teresa d'Austria. Il contenuto di queste sottraeva ai corpi tradizionali del Principato la formazione degli estimi, e la ripartizione del carico tributario: il compito passava a periti di nomina vescovile, e parte delle entrate così ottenute erano da versarsi nelle casse di Vienna. Più in generale, la radicalità delle politiche attuate da Pietro Vigilio Thun gli inimicò gran parte degli organi del suo stato: dal Magistrato consolare al Capitolo della cattedrale. Il Manci rappresentava per essi una delle figure più autorevoli: fu dunque spesso lui a guidare il dissenso.
Un'ulteriore e più grave occasione di attrito venne dalla promulgazione del cosiddetto Codice barbacoviano (1786), che applicava il Josephinisches Gesetzbuchnei nei territori del Principato, adattandolo alle peculiarità dello stato ecclesiastico. Il Barbacovi aveva lavorato al nuovo testo giudiziario dietro l'impulso dello stesso Principe vescovo: dopo due anni di gestazione, il suo lavoro veniva infine pubblicato, e adottato quale nuovo codice civile.
Anche qui, il Manci fu capofila dell'opposizione che si scatenò contro Pietro Vigilio e il suo entourage (Barbacovi su tutti). Secondo la fazione 'filo-trentina', il Thun stava infatti operando con eccessivo estremismo, in ampio contrasto con la tradizione dello stato trentino, che poggiava su di un assetto essenzialmente pluralistico, nel quale i corpi intermedi (Capitolo della cattedrale e Magistrato consolare) mitigavano l'azione del principe vescovo. I membri dell'aristocrazia cittadina e della nobiltà feudale facevano proprie le parole del Montesquieu: " [i corpi intermedi, ndr] non obbediscono mai meglio che quando vanno a lenti passi e portano negli affari del principe quella riflessione che non è possibile aspettarsi dalla mancanza di lumi della corte a proposito delle leggi di Stato, né dalla precipitazione dei suoi Consigli".
Per Sigismondo Antonio, il Principe vescovo era l'impersonificazione dell'ondata "centralizzatrice, autoritaria e assolutistica, che minacciava di sommergere l'intero edificio del vecchio e buon ordine costituzionale, con i suoi corpi intermedi, i suoi pesi e contrappesi, i suoi cerimoniali lenti ed elaborati". Egli era ampiamente contrario alle più vistose manifestazioni della politica del Thun: "dalla perequazione fiscale all'introduzione della coscrizione obbligatoria, dalla soppressione di conventi e monasteri alla promulgazione di un codice criminale che doveva aver vigore in tutti i territori del principato". Dal canto suo, Pietro Vigilio tacciò il Manci d'essere un "politico", riferendosi in questo modo all'abilità diplomatica e ai sapienti maneggi che il Decano sapeva porre in essere per ostacolare l'azione del governo vescovile.

### Napoleone Bonaparte, la soppressione del Principato vescovile di Trento, la morte
(S. A. Manci, Diario)

Napoleone ad Alessandria d'Egitto

Subodorando il rischio di un'annessione dello stato trentino alla monarchia asburgica di Giuseppe II, negli ultimi anni Ottanta Manci tentò un avvicinamento nei confronti del Principe vescovo, fornendogli il suo appoggio per evitare il peggio: così facendo attirò su di sé numerose critiche da parte dei membri della sua stessa fazione (tra gli altri, lo criticò lo stesso Pilati). Ai rimproveri e alle accuse di tradimento, il Decano rispose così: "[...] almen son vissuto più tranquillo [...] ho paura che col metter, come si fa, in conbustione ogni corpo e tutto il Paese, gli effetti ed il tempo" disinganneranno il partito 'della tradizione', sulla bontà della propria testarda battaglia.
Agli inizi dell'anno 1796, la fazione avversa al Principe vescovo riuscì comunque nell'intento di allontanare dal Consiglio aulico il promulgatore del vituperato codice civile, Francesco Vigilio Barbacovi (che pure era un confidente del Manci).
Questo fu però un successo effimero, in quanto di lì a poco l'intero Principato trentino sarebbe andato incontro alla dissoluzione. Nel corso della Campagna d'Italia, Napoleone Bonaparte raggiunse la città di Trento, che fece occupare dalla sue truppe il 5 di settembre. Pietro Vigilio Thun, istituita una reggenza d'emergenza per l'occasione, lasciò di fretta il territorio, preoccupato di quel che il generale della Rivoluzione avrebbe potuto fargli, in quanto governatore d'uno stato ecclesiastico. Fra i membri della reggenza vi era Sigismondo Antonio Manci, il quale in virtù della sua riconosciuta autorità tra i corpi del Principato, ne fu sostanzialmente il vertice. Fu così che, in rappresentanza della città, al decano capitolare toccò di presentarsi al cospetto del Bonaparte. Il loro primo incontro non fu dei più proficui:
(S. A. Manci, Annali)

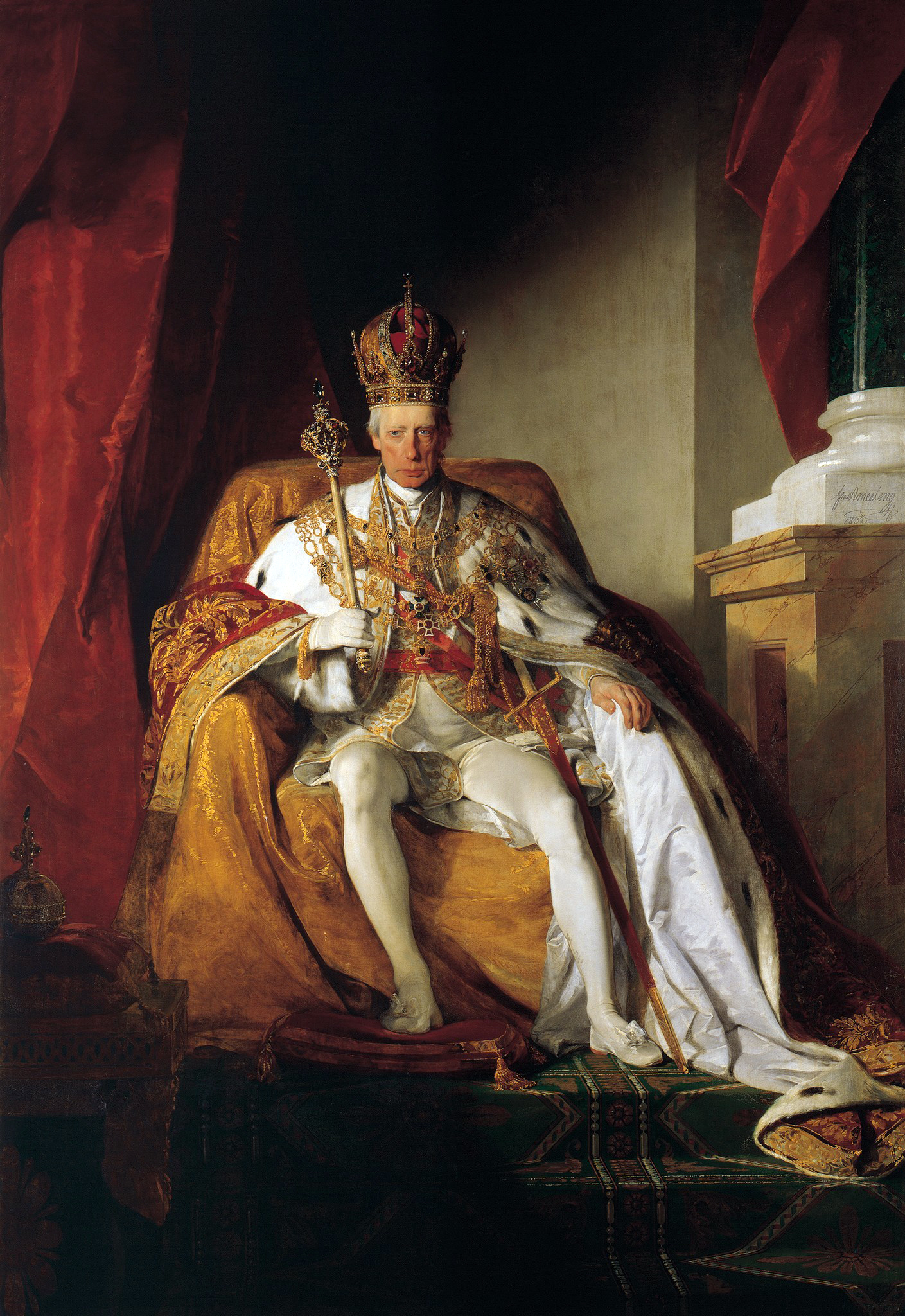
Francesco II d'Asburgo-Lorena

Successivamente venne fatto intendere a Napoleone che, in base alla costituzione del Principato, il decano capitolare aveva "il diritto e il dovere di fare le veci del vescovo assente". Di conseguenza questi mutò il suo atteggiamento nei confronti del Manci:
(S. A. Manci, Annali)
In questa seconda occasione, Sigismondo Antonio Manci ebbe la scaltrezza di farsi riconfermare le giurisdizioni che erano poste sotto il Capitolo della cattedrale (le Giurisdizioni capitolari), profittando del fatto che Napoleone, incompresa la struttura istituzionale del Principato, forse non aveva capito di non trovarsi di fronte ad una rappresentanza democratica della cittadinanza.
I francesi infine lasciarono la città. Vi fecero ritorno solo qualche anno più tardi, e il loro atteggiamento, questa volta, fu decisamente meno accondiscendente: i canonici del Capitolo (ancora transitoriamente reggitori dello stato) furono obbligati (tra il 1801 e il 1802) a costituire la guardia civica trentina. All'interno di questa nuova istituzione, si dissolvevano le distinzioni di rango: le nuove reclute disdegnavano i valori del vecchio ordine corporato. In aggiunta a ciò, sempre più frequenti erano i prelievi fiscali, le requisizioni e gli esborsi, soprattutto a carico dell'aristocrazia e dei ceti privilegiati. Fu allora che cominciò l'emersione del ceto mercantile della città.
Si era tenuta nel frattempo l'elezione per il successore di Pietro Vigilio Thun: anche questa volta il Manci uscì sconfitto. Un altro Thun assurgeva al soglio vescovile: Emanuele Maria Thun (1800). Il Decano ebbe a stupirsene, amareggiato: i canonici avevano scelto infatti "uno dei più giovini, de men esperti del Paese, in cui non ci fu, che per tre quattro anni, in confronto di chi per 46 anni indefessamente l'aveva servita e difesa [la Chiesa tridentina, ndr]". Infine solo tre anni dopo (1803), il Reichsdeputationshauptschluss promulgato da Francesco II d'Asburgo-Lorena dava il via alla secolarizzazione di tutti i principati vescovili dell'Impero.
(S. A. Manci, Annali)
Il susseguirsi di tutti questi eventi non poté non colpire duramente il Manci, che il 14 agosto 1803 lasciò Trento per ritirarsi nella villa di famiglia a Povo, "coll'animo di mai più ingerirsi in affari di questo governo". Per l'amarezza degli avvenimenti occorsi, e probabilmente anche per motivi di salute, interruppe pure la sua attività di 'storico' e scrittore. La gran parte delle sue fatiche letterarie restò inedita, anche dopo la sua morte, avvenuta il 14 dicembre del 1817.
(S. A. Manci, Annali)

## Opere
- S. A. Manci, Diario (3 voll.), a cura di M. Stenico, Trento, Società di Studi trentini di Scienze storiche, 2004-2005.